# Melogale cucphuongensis
Il tasso furetto di Cuc Phuong (Melogale cucphuongensis Nadler, Streicher, Stefen, Schwierz e Roos, 2011) è un carnivoro della famiglia dei Mustelidi. È stato descritto solo nel 2011 ed è noto solamente nella sua località tipo, il parco nazionale vietnamita di Cuc Phuong.

## Descrizione
L'olotipo aveva una lunghezza testa-corpo di 36 cm, una lunghezza del cranio di 8,1 cm e una coda lunga 17 cm. Pesava 800 g. La specie indossa una pelliccia di colore marrone scuro dai riflessi argentei, dati dall'estremità chiara dei peli di guardia. Proprio sulla sommità della testa, tra gli occhi e le orecchie, sono presenti alcune piccole macchie bianche. Una sottile striscia bianca bordata di nero va dalla nuca alle spalle. La regione inferiore ha un colore variabile dal crema al marrone chiaro. La coda è relativamente breve, folta e di colore bianco e nero. Il rinario lucido forma una sorta di piccolo cuneo glabro all'estremità anteriore del muso. Le vibrisse, color marrone scuro, sono numerose e molto lunghe. La bocca è situata in posizione piuttosto arretrata rispetto al naso. Le zampe sono corte e le piante dei piedi glabre. Gli artigli delle zampe anteriori, di colore variabile dal crema al marrone chiaro, sono molto lunghi e leggermente ricurvi.
Il tasso furetto di Cuc Phuong si differenzia dagli altri membri del genere soprattutto per avere muso molto più piccolo, più sottile e leggermente arricciato, archi zigomatici più piccoli e orbite più strette. La formula dentaria è I 3/3, C 1/1, P 4/4, M 1/2 = 38, come in tutti gli altri tassi furetto.

## Distribuzione e habitat
La presenza del tasso furetto di Cuc Phuong è stata riscontrata solamente all'interno del parco nazionale di Cuc Phuong nel nord del Vietnam. Lì vive in simpatria con il tasso furetto della Cina (Melogale moschata) e il tasso furetto della Birmania (Melogale personata). Il suo habitat è costituito principalmente dalla foresta primaria intatta o leggermente degradata che cresce su formazioni calcaree.

## Tassonomia
Nel marzo del 2005 i ranger del parco nazionale di Cuc Phuong confiscarono un esemplare di sesso maschile di tasso furetto gravemente ferito, probabilmente da una trappola a laccio, ad una zampa anteriore. U. Streicher, il veterinario dell'Endangered Primate Rescue Center, una struttura per il recupero dei primati all'interno del parco, amputò la zampa e notò una serie di differenze rispetto alle altre specie conosciute di Melogale. L'animale si riprese con successo, ma rimase strangolato nella recinzione della gabbia e morì il mese stesso. Tuttavia, non essendo l'animale sotto la tutela degli studiosi che lo avevano esaminato, la carcassa venne gettata via. Nel gennaio del 2006, la carcassa fresca di un animale che presentava le stesse caratteristiche fisiche venne rinvenuta nel cortile dell'Endangered Primate Rescue Center: ora gli studiosi avevano a disposizione un olotipo. Le differenze rispetto agli altri rappresentanti del genere sono particolarmente evidenti a livello della morfologia cranica. L'analisi dei geni del citocromo-b mitocondriale hanno rivelato che M. cucphuongensis appartiene a tutti gli effetti al genere Melogale ed è membro di un sister group cui appartengono anche Melogale moschata e Melogale personata. Esso si staccò dagli antenati delle altre due specie in un periodo compreso tra circa 5,32 e 2,01 milioni di anni fa, mentre le altre due specie si sono separate tra loro non prima di un periodo compreso tra 2,31 milioni e 700.000 anni fa.